# Haliclona implexiformis
Haliclona implexiformis är en svampdjursart som först beskrevs av George John Hechtel 1965.  Haliclona implexiformis ingår i släktet Haliclona och familjen Chalinidae. Inga underarter finns listade i Catalogue of Life.